# Ташкуль
Ташкуль — озеро в Снежинском городском округе , в северной части Челябинской области. 

## География
Озеро Ташкуль расположено в 1,2 км на юго-восток от озера Иткуль и в 9 километрах западнее города Снежинска. Рядом расположено малое озеро Теренкуль, соединённое с Ташкулем протокой.  

## Гидрологическая характеристика
Уровень уреза воды 310,5 м. Озеро известно как одно из самых глубоких в Челябинской области — глубина его достигает 34 метров. 
Площадь поверхности — 1,2 км².

## Данные водного реестра
По данным государственного водного реестра России относится к Иртышскому бассейновому округу, речной подбассейн — Тобол. Речной бассейн — Иртыш, водохозяйственный участок — Теча. 
Код водного объекта 14010500711111200007534 .